# Quarterly Review of Biology
Quarterly Review of Biology is een internationaal, aan collegiale toetsing onderworpen wetenschappelijk tijdschrift op het gebied van de biologie.
De naam wordt in literatuurverwijzingen meestal afgekort tot Q. Rev. Biol.
Het wordt uitgegeven door University of Chicago Press namens het American Institute of Biological Sciences en verschijnt 4 keer per jaar.
Het eerste nummer verscheen in 1926.